# Jacob van Biesen
Jacob van Biesen (1588–1677) was een Arnhemse drukker.

## Leven en carrière
Van Biesen trouwde met de dochter van de drukker Jan Jansz. Hij werkte als leerling in zijn drukkerij. Na de dood van Jansz in 1629 nam Van Biesen de zaak over. Hierna verliep zijn carrière voorspoedig. Hij publiceerde voor de Arnhemse overheid en de Staten van Gelderland. Ook had hij zakelijke connecties met andere publicisten zoals de Amsterdamse Jan van Hilten (Courante uyt Italien, Duytslandt, &c.) en de weduwe van François Lieshout.
Tot zijn dood in 1677 bleef Van Biesen publiceren. In totaal publiceerde hij meer dan 100 werken.
- Gemeinsame Normdatei: 189410116
- International Standard Name Identifier: 0000 0000 6940 3087
- Library of Congress Control Number: no2017015146
- Nationale Bibliotheek van Tsjechië: ola2012734115
- Nederlandse Thesaurus van Auteursnamen: 141256362
- Système universitaire de documentation: 203095596
- Virtual International Authority File: 121697145